# Lista över fornlämningar i Hudiksvalls kommun (Rogsta)
Lista över fornlämningar i Hudiksvalls kommun (Rogsta) är en förteckning av ett urval av de fornlämningar som finns i Rogsta i Hudiksvalls kommun.
| Namn                                    | Lämningstyp                 | Tillkomsttid | Historisk indelning | Plats | Läge                 | ID-nr          | Bild                                      |
| --------------------------------------- | --------------------------- | ------------ | ------------------- | ----- | -------------------- | -------------- | ----------------------------------------- |
| Rogsta 2:1                              | Hög                         |              | Rogsta, Hälsingland |       | 61.808559, 17.199490 | 10243400020001 | Ladda upp en bild av detta fornminne      |
| Rogsta 3:1                              | Hög                         |              | Rogsta, Hälsingland |       | 61.809256, 17.200148 | 10243400030001 | Ladda upp en bild av detta fornminne      |
| Guldkistan (Rogsta 4:1)                 | Röse                        |              | Rogsta, Hälsingland |       | 61.795321, 17.222690 | 10243400040001 | Ladda upp en bild av detta fornminne      |
| Guldkistan (Rogsta 4:2)                 | Röse                        |              | Rogsta, Hälsingland |       | 61.795235, 17.222847 | 10243400040002 | Ladda upp en bild av detta fornminne      |
| Guldkistan (Rogsta 4:3)                 | Röse                        |              | Rogsta, Hälsingland |       | 61.795360, 17.223068 | 10243400040003 | Ladda upp en bild av detta fornminne      |
| Guldkistan (Rogsta 4:4)                 | Röse                        |              | Rogsta, Hälsingland |       | 61.795340, 17.223300 | 10243400040004 | Ladda upp en bild av detta fornminne      |
| Rogsta 5:1                              | Röse                        |              | Rogsta, Hälsingland |       | 61.796472, 17.222116 | 10243400050001 | Ladda upp en bild av detta fornminne      |
| Rogsta 6:1                              | Hög                         |              | Rogsta, Hälsingland |       | 61.800916, 17.221443 | 10243400060001 | Ladda upp en bild av detta fornminne      |
| Rogsta 6:2                              | Stensättning                |              | Rogsta, Hälsingland |       | 61.800743, 17.221669 | 10243400060002 | Ladda upp en bild av detta fornminne      |
| Rogsta 7:1                              | Röse                        |              | Rogsta, Hälsingland |       | 61.800425, 17.224109 | 10243400070001 | Ladda upp en bild av detta fornminne      |
| Rogsta 7:2                              | Röse                        |              | Rogsta, Hälsingland |       | 61.800176, 17.224345 | 10243400070002 | Ladda upp en bild av detta fornminne      |
| Rogsta 7:3                              | Stensättning                |              | Rogsta, Hälsingland |       | 61.799889, 17.223773 | 10243400070003 | Ladda upp en bild av detta fornminne      |
| Rogsta 8:1                              | Röse                        |              | Rogsta, Hälsingland |       | 61.800783, 17.225657 | 10243400080001 | Ladda upp en bild av detta fornminne      |
| Rogsta 8:2                              | Röse                        |              | Rogsta, Hälsingland |       | 61.800649, 17.225823 | 10243400080002 | Ladda upp en bild av detta fornminne      |
| Rogsta 9:1                              | Gravfält                    |              | Rogsta, Hälsingland |       | 61.808140, 17.209138 | 10243400090001 | Ladda upp en bild av detta fornminne      |
| Rogsta 12:1                             | Hög                         |              | Rogsta, Hälsingland |       | 61.808131, 17.198803 | 10243400120001 | Ladda upp en bild av detta fornminne      |
| Rogsta 12:2                             | Hög                         |              | Rogsta, Hälsingland |       | 61.808012, 17.198812 | 10243400120002 | Ladda upp en bild av detta fornminne      |
| Rogsta 17:1                             | Stensättning                |              | Rogsta, Hälsingland |       | 61.807835, 17.188859 | 10243400170001 | Ladda upp en bild av detta fornminne      |
| Rogsta 19:1                             | Röse                        |              | Rogsta, Hälsingland |       | 61.859566, 17.271232 | 10243400190001 | Ladda upp en bild av detta fornminne      |
| Rogsta 19:2                             | Röse                        |              | Rogsta, Hälsingland |       | 61.859725, 17.271713 | 10243400190002 | Ladda upp en bild av detta fornminne      |
| Rogsta 19:3                             | Röse                        |              | Rogsta, Hälsingland |       | 61.859772, 17.272001 | 10243400190003 | Ladda upp en bild av detta fornminne      |
| Rogsta 19:4                             | Stensättning                |              | Rogsta, Hälsingland |       | 61.859871, 17.272100 | 10243400190004 | Ladda upp en bild av detta fornminne      |
| Rogsta 20:1                             | Röse                        |              | Rogsta, Hälsingland |       | 61.860670, 17.269379 | 10243400200001 | Ladda upp en bild av detta fornminne      |
| Rogsta 20:2                             | Stensättning                |              | Rogsta, Hälsingland |       | 61.860754, 17.269401 | 10243400200002 | Ladda upp en bild av detta fornminne      |
| Rogsta 20:3                             | Stensättning                |              | Rogsta, Hälsingland |       | 61.860784, 17.269262 | 10243400200003 | Ladda upp en bild av detta fornminne      |
| Rogsta 21:1                             | Röse                        |              | Rogsta, Hälsingland |       | 61.859299, 17.277665 | 10243400210001 | Ladda upp en bild av detta fornminne      |
| Högarna (Rogsta 28:1)                   | Gravfält                    |              | Rogsta, Hälsingland |       | 61.823805, 17.247791 | 10243400280001 | Ladda upp en till bild av detta fornminne |
| Rogsta 30:1                             | Röse                        |              | Rogsta, Hälsingland |       | 61.820880, 17.249564 | 10243400300001 | Ladda upp en bild av detta fornminne      |
| Högarna (Rogsta 31:1)                   | Gravfält                    |              | Rogsta, Hälsingland |       | 61.819951, 17.249543 | 10243400310001 | Ladda upp en bild av detta fornminne      |
| Rogsta 33:1                             | Stensättning                |              | Rogsta, Hälsingland |       | 61.781701, 17.187800 | 10243400330001 | Ladda upp en bild av detta fornminne      |
| Reshögarna (Rogsta 35:1)                | Gravfält                    |              | Rogsta, Hälsingland |       | 61.781630, 17.226778 | 10243400350001 | Ladda upp en bild av detta fornminne      |
| Rogsta 36:1                             | Stensättning                |              | Rogsta, Hälsingland |       | 61.787519, 17.224911 | 10243400360001 | Ladda upp en bild av detta fornminne      |
| Rogsta 37:1                             | Gravfält                    |              | Rogsta, Hälsingland |       | 61.790364, 17.218784 | 10243400370001 | Ladda upp en bild av detta fornminne      |
| Rogsta 38:1                             | Hög                         |              | Rogsta, Hälsingland |       | 61.790684, 17.231011 | 10243400380001 | Ladda upp en bild av detta fornminne      |
| Rogsta 38:2                             | Hög                         |              | Rogsta, Hälsingland |       | 61.790979, 17.230622 | 10243400380002 | Ladda upp en bild av detta fornminne      |
| Rogsta 39:1                             | Gravfält                    |              | Rogsta, Hälsingland |       | 61.774127, 17.180353 | 10243400390001 | Ladda upp en bild av detta fornminne      |
| Rogsta 41:1                             | Gravfält                    |              | Rogsta, Hälsingland |       | 61.770879, 17.209388 | 10243400410001 | Ladda upp en bild av detta fornminne      |
| Prestbordets beteshage (Rogsta 42:1)    | Hög                         |              | Rogsta, Hälsingland |       | 61.770443, 17.179563 | 10243400420001 | Ladda upp en bild av detta fornminne      |
| Prestbordets beteshage (Rogsta 42:2)    | Hög                         |              | Rogsta, Hälsingland |       | 61.770412, 17.179728 | 10243400420002 | Ladda upp en bild av detta fornminne      |
| Rogsta 43:1                             | Röse                        |              | Rogsta, Hälsingland |       | 61.769421, 17.180865 | 10243400430001 | Ladda upp en bild av detta fornminne      |
| Hummelgårdstäkten (Rogsta 44:1)         | Stensättning                |              | Rogsta, Hälsingland |       | 61.763301, 17.178594 | 10243400440001 | Ladda upp en bild av detta fornminne      |
| Hummelgårdstäkten (Rogsta 44:2)         | Stensättning                |              | Rogsta, Hälsingland |       | 61.762950, 17.178745 | 10243400440002 | Ladda upp en bild av detta fornminne      |
| Ingsta lund (Rogsta 46:1)               | Gravfält                    |              | Rogsta, Hälsingland |       | 61.762962, 17.193009 | 10243400460001 | Ladda upp en bild av detta fornminne      |
| Rogsta 47:1                             | Hög                         |              | Rogsta, Hälsingland |       | 61.763508, 17.195395 | 10243400470001 | Ladda upp en bild av detta fornminne      |
| Rogsta 47:2                             | Stensättning                |              | Rogsta, Hälsingland |       | 61.763501, 17.195117 | 10243400470002 | Ladda upp en bild av detta fornminne      |
| Rogsta 48:1                             | Gravfält                    |              | Rogsta, Hälsingland |       | 61.760856, 17.196930 | 10243400480001 | Ladda upp en bild av detta fornminne      |
| Rogsta 49:1                             | Hög                         |              | Rogsta, Hälsingland |       | 61.760374, 17.198634 | 10243400490001 | Ladda upp en bild av detta fornminne      |
| Rogsta 50:1                             | Hög                         |              | Rogsta, Hälsingland |       | 61.762999, 17.197337 | 10243400500001 | Ladda upp en bild av detta fornminne      |
| Rogsta 51:1                             | Röse                        |              | Rogsta, Hälsingland |       | 61.834584, 17.340630 | 10243400510001 | Ladda upp en till bild av detta fornminne |
| Rogsta 51:2                             | Stensättning                |              | Rogsta, Hälsingland |       | 61.834633, 17.340899 | 10243400510002 | Ladda upp en bild av detta fornminne      |
| Rogsta 52:1                             | Röse                        |              | Rogsta, Hälsingland |       | 61.831283, 17.328812 | 10243400520001 | Ladda upp en bild av detta fornminne      |
| Rogsta 53:1                             | Stensättning                |              | Rogsta, Hälsingland |       | 61.747734, 17.282451 | 10243400530001 | Ladda upp en bild av detta fornminne      |
| Rogsta 54:1                             | Stensättning                |              | Rogsta, Hälsingland |       | 61.746263, 17.285081 | 10243400540001 | Ladda upp en bild av detta fornminne      |
| Rogsta 55:1                             | Hög                         |              | Rogsta, Hälsingland |       | 61.731140, 17.305861 | 10243400550001 | Ladda upp en bild av detta fornminne      |
| Rogsta 56:1                             | Gravfält                    |              | Rogsta, Hälsingland |       | 61.765417, 17.224804 | 10243400560001 | Ladda upp en bild av detta fornminne      |
| Rogsta 58:1                             | Röse                        |              | Rogsta, Hälsingland |       | 61.761185, 17.227350 | 10243400580001 | Ladda upp en bild av detta fornminne      |
| Rogsta 58:2                             | Stensättning                |              | Rogsta, Hälsingland |       | 61.761060, 17.227628 | 10243400580002 | Ladda upp en bild av detta fornminne      |
| Rogsta 59:1                             | Röse                        |              | Rogsta, Hälsingland |       | 61.761511, 17.228803 | 10243400590001 | Ladda upp en bild av detta fornminne      |
| Maghög (Rogsta 60:1)                    | Hög                         |              | Rogsta, Hälsingland |       | 61.762590, 17.242282 | 10243400600001 | Ladda upp en bild av detta fornminne      |
| Rogsta 61:1                             | Röse                        |              | Rogsta, Hälsingland |       | 61.771985, 17.249222 | 10243400610001 | Ladda upp en bild av detta fornminne      |
| Rogsta 62:1                             | Röse                        |              | Rogsta, Hälsingland |       | 61.784697, 17.229353 | 10243400620001 | Ladda upp en bild av detta fornminne      |
| Rogsta 62:2                             | Stensättning                |              | Rogsta, Hälsingland |       | 61.784810, 17.229365 | 10243400620002 | Ladda upp en bild av detta fornminne      |
| Rogsta 63:1                             | Röse                        |              | Rogsta, Hälsingland |       | 61.788685, 17.244230 | 10243400630001 | Ladda upp en bild av detta fornminne      |
| Rogsta 64:1                             | Hög                         |              | Rogsta, Hälsingland |       | 61.748865, 17.287282 | 10243400640001 | Ladda upp en bild av detta fornminne      |
| Rogsta 64:2                             | Stensättning                |              | Rogsta, Hälsingland |       | 61.748925, 17.287472 | 10243400640002 | Ladda upp en bild av detta fornminne      |
| Rogsta 65:1                             | Gravfält                    |              | Rogsta, Hälsingland |       | 61.737246, 17.306117 | 10243400650001 | Ladda upp en bild av detta fornminne      |
| Rogsta 66:1                             | Stensättning                |              | Rogsta, Hälsingland |       | 61.739693, 17.304928 | 10243400660001 | Ladda upp en bild av detta fornminne      |
| Rogsta 67:1                             | Hög                         |              | Rogsta, Hälsingland |       | 61.737816, 17.306308 | 10243400670001 | Ladda upp en bild av detta fornminne      |
| Rogsta 68:1                             | Stensättning                |              | Rogsta, Hälsingland |       | 61.736559, 17.305753 | 10243400680001 | Ladda upp en bild av detta fornminne      |
| Rogsta 68:2                             | Stensättning                |              | Rogsta, Hälsingland |       | 61.736579, 17.306004 | 10243400680002 | Ladda upp en bild av detta fornminne      |
| Rogsta 70:1                             | Röse                        |              | Rogsta, Hälsingland |       | 61.797293, 17.255323 | 10243400700001 | Ladda upp en bild av detta fornminne      |
| Rogsta 70:2                             | Röse                        |              | Rogsta, Hälsingland |       | 61.797137, 17.255394 | 10243400700002 | Ladda upp en bild av detta fornminne      |
| Rogsta 70:3                             | Stensättning                |              | Rogsta, Hälsingland |       | 61.797206, 17.255131 | 10243400700003 | Ladda upp en bild av detta fornminne      |
| Rogsta 71:1                             | Röse                        |              | Rogsta, Hälsingland |       | 61.799110, 17.251975 | 10243400710001 | Ladda upp en bild av detta fornminne      |
| Rogsta 72:1                             | Röse                        |              | Rogsta, Hälsingland |       | 61.798404, 17.252710 | 10243400720001 | Ladda upp en bild av detta fornminne      |
| Rogsta 73:1                             | Hög                         |              | Rogsta, Hälsingland |       | 61.744896, 17.289895 | 10243400730001 | Ladda upp en bild av detta fornminne      |
| Rogsta 73:2                             | Stensättning                |              | Rogsta, Hälsingland |       | 61.744735, 17.290128 | 10243400730002 | Ladda upp en bild av detta fornminne      |
| Rogsta 73:3                             | Stensättning                |              | Rogsta, Hälsingland |       | 61.744714, 17.289793 | 10243400730003 | Ladda upp en bild av detta fornminne      |
| Rogsta 73:4                             | Stensättning                |              | Rogsta, Hälsingland |       | 61.744878, 17.289641 | 10243400730004 | Ladda upp en bild av detta fornminne      |
| Rogsta 74:1                             | Grav markerad av sten/block |              | Rogsta, Hälsingland |       | 61.741351, 17.347731 | 10243400740001 | Ladda upp en bild av detta fornminne      |
| Rogsta 75:1                             | Röse                        |              | Rogsta, Hälsingland |       | 61.796614, 17.220671 | 10243400750001 | Ladda upp en bild av detta fornminne      |
| Rogsta 75:2                             | Stensättning                |              | Rogsta, Hälsingland |       | 61.796565, 17.220472 | 10243400750002 | Ladda upp en bild av detta fornminne      |
| Rogsta 76:1                             | Gravfält                    |              | Rogsta, Hälsingland |       | 61.739486, 17.312323 | 10243400760001 | Ladda upp en bild av detta fornminne      |
| Rogsta 77:1                             | Röse                        |              | Rogsta, Hälsingland |       | 61.740675, 17.300530 | 10243400770001 | Ladda upp en bild av detta fornminne      |
| Rogsta 77:2                             | Röse                        |              | Rogsta, Hälsingland |       | 61.740538, 17.300423 | 10243400770002 | Ladda upp en bild av detta fornminne      |
| Rogsta 79:1                             | Hög                         |              | Rogsta, Hälsingland |       | 61.739973, 17.282317 | 10243400790001 | Ladda upp en bild av detta fornminne      |
| Rogsta 79:2                             | Stensättning                |              | Rogsta, Hälsingland |       | 61.739861, 17.282344 | 10243400790002 | Ladda upp en bild av detta fornminne      |
| Rogsta 86:1                             | Röse                        |              | Rogsta, Hälsingland |       | 61.729929, 17.389417 | 10243400860001 | Ladda upp en bild av detta fornminne      |
| Rogsta 86:2                             | Stensättning                |              | Rogsta, Hälsingland |       | 61.729898, 17.389033 | 10243400860002 | Ladda upp en bild av detta fornminne      |
| Rogsta 87:1                             | Stensättning                |              | Rogsta, Hälsingland |       | 61.686705, 17.370117 | 10243400870001 | Ladda upp en bild av detta fornminne      |
| Rogsta 87:2                             | Röse                        |              | Rogsta, Hälsingland |       | 61.686578, 17.370582 | 10243400870002 | Ladda upp en bild av detta fornminne      |
| Rogsta 87:3                             | Stensättning                |              | Rogsta, Hälsingland |       | 61.687050, 17.369559 | 10243400870003 | Ladda upp en bild av detta fornminne      |
| Rogsta 88:1                             | Stensättning                |              | Rogsta, Hälsingland |       | 61.770492, 17.167464 | 10243400880001 | Ladda upp en bild av detta fornminne      |
| Rogsta 89:1                             | Hög                         |              | Rogsta, Hälsingland |       | 61.772442, 17.167738 | 10243400890001 | Ladda upp en bild av detta fornminne      |
| Rogsta 92:1                             | Gravfält                    |              | Rogsta, Hälsingland |       | 61.701473, 17.513924 | 10243400920001 | Ladda upp en till bild av detta fornminne |
| Klostret (Rogsta 98:1)                  | Borg                        |              | Rogsta, Hälsingland |       | 61.801170, 17.174898 | 10243400980001 | Ladda upp en bild av detta fornminne      |
| Rogsta 99:1                             | Röse                        |              | Rogsta, Hälsingland |       | 61.804024, 17.158527 | 10243400990001 | Ladda upp en bild av detta fornminne      |
| Rogsta 99:2                             | Stensättning                |              | Rogsta, Hälsingland |       | 61.803925, 17.158449 | 10243400990002 | Ladda upp en bild av detta fornminne      |
| Rogsta 101:1                            | Röse                        |              | Rogsta, Hälsingland |       | 61.687934, 17.395421 | 10243401010001 | Ladda upp en bild av detta fornminne      |
| Rogsta 101:2                            | Stensättning                |              | Rogsta, Hälsingland |       | 61.688353, 17.394918 | 10243401010002 | Ladda upp en bild av detta fornminne      |
| Rogsta 102:1                            | Röse                        |              | Rogsta, Hälsingland |       | 61.753446, 17.209075 | 10243401020001 | Ladda upp en bild av detta fornminne      |
| Rogsta 102:2                            | Röse                        |              | Rogsta, Hälsingland |       | 61.753312, 17.209357 | 10243401020002 | Ladda upp en bild av detta fornminne      |
| Rogsta 103:1                            | Röse                        |              | Rogsta, Hälsingland |       | 61.755685, 17.221187 | 10243401030001 | Ladda upp en bild av detta fornminne      |
| Rogsta 103:2                            | Stensättning                |              | Rogsta, Hälsingland |       | 61.755604, 17.220896 | 10243401030002 | Ladda upp en bild av detta fornminne      |
| Rogsta 103:3                            | Stensättning                |              | Rogsta, Hälsingland |       | 61.755648, 17.220699 | 10243401030003 | Ladda upp en bild av detta fornminne      |
| Rogsta 104:1                            | Röse                        |              | Rogsta, Hälsingland |       | 61.756465, 17.221212 | 10243401040001 | Ladda upp en bild av detta fornminne      |
| Rogsta 105:1                            | Röse                        |              | Rogsta, Hälsingland |       | 61.749738, 17.215484 | 10243401050001 | Ladda upp en bild av detta fornminne      |
| Rogsta 105:2                            | Röse                        |              | Rogsta, Hälsingland |       | 61.749656, 17.215263 | 10243401050002 | Ladda upp en bild av detta fornminne      |
| Rogsta 113:1                            | Röse                        |              | Rogsta, Hälsingland |       | 61.753176, 17.220905 | 10243401130001 | Ladda upp en bild av detta fornminne      |
| Rogsta 113:2                            | Röse                        |              | Rogsta, Hälsingland |       | 61.753290, 17.220987 | 10243401130002 | Ladda upp en bild av detta fornminne      |
| Rogsta 113:3                            | Röse                        |              | Rogsta, Hälsingland |       | 61.753441, 17.220961 | 10243401130003 | Ladda upp en bild av detta fornminne      |
| Rogsta 114:1                            | Hög                         |              | Rogsta, Hälsingland |       | 61.755116, 17.189249 | 10243401140001 | Ladda upp en bild av detta fornminne      |
| Rogsta 114:2                            | Hög                         |              | Rogsta, Hälsingland |       | 61.755274, 17.189332 | 10243401140002 | Ladda upp en bild av detta fornminne      |
| Runsta (Rogsta 115:1)                   | Grav- och boplatsområde     |              | Rogsta, Hälsingland |       | 61.753895, 17.191520 | 10243401150001 | Ladda upp en bild av detta fornminne      |
| Rogsta 117:1                            | Hög                         |              | Rogsta, Hälsingland |       | 61.756554, 17.185865 | 10243401170001 | Ladda upp en bild av detta fornminne      |
| Rogsta 117:2                            | Hög                         |              | Rogsta, Hälsingland |       | 61.756511, 17.185648 | 10243401170002 | Ladda upp en bild av detta fornminne      |
| Rogsta 117:3                            | Hög                         |              | Rogsta, Hälsingland |       | 61.756387, 17.185287 | 10243401170003 | Ladda upp en bild av detta fornminne      |
| Rogsta 118:1                            | Stensättning                |              | Rogsta, Hälsingland |       | 61.760736, 17.229082 | 10243401180001 | Ladda upp en bild av detta fornminne      |
| Rogsta 119:1                            | Fiskeläge                   |              | Rogsta, Hälsingland |       | 61.622620, 17.482989 | 10243401190001 | Ladda upp en bild av detta fornminne      |
| Rogsta 120:1                            | Fiskeläge                   |              | Rogsta, Hälsingland |       | 61.726011, 17.456729 | 10243401200001 | Ladda upp en bild av detta fornminne      |
| Rogsta 122:1                            | Stensättning                |              | Rogsta, Hälsingland |       | 61.765209, 17.216541 | 10243401220001 | Ladda upp en bild av detta fornminne      |
| Rogsta 122:2                            | Stensättning                |              | Rogsta, Hälsingland |       | 61.765158, 17.216299 | 10243401220002 | Ladda upp en bild av detta fornminne      |
| Rogsta 131:1                            | Stensättning                |              | Rogsta, Hälsingland |       | 61.705244, 17.516847 | 10243401310001 | Ladda upp en bild av detta fornminne      |
| Rogsta 135:1                            | Kyrka/kapell                |              | Rogsta, Hälsingland |       | 61.700938, 17.386188 | 10243401350001 | Ladda upp en bild av detta fornminne      |
| Rogsta 146:1                            | Röse                        |              | Rogsta, Hälsingland |       | 61.810695, 17.392687 | 10243401460001 | Ladda upp en bild av detta fornminne      |
| Aborrhålet (Rogsta 149:1)               | Fiskeläge                   |              | Rogsta, Hälsingland |       | 61.816287, 17.403612 | 10243401490001 | Ladda upp en bild av detta fornminne      |
| Rogsta 150:1                            | Gravfält                    |              | Rogsta, Hälsingland |       | 61.812464, 17.395420 | 10243401500001 | Ladda upp en bild av detta fornminne      |
| Rogsta 162:1                            | Stensättning                |              | Rogsta, Hälsingland |       | 61.651312, 17.499193 | 10243401620001 | Ladda upp en bild av detta fornminne      |
| Rogsta 166:2                            | Husgrund, historisk tid     |              | Rogsta, Hälsingland |       | 61.623162, 17.477851 | 10243401660002 | Ladda upp en bild av detta fornminne      |
| Rogsta 170:1                            | Gravfält                    |              | Rogsta, Hälsingland |       | 61.845897, 17.243966 | 10243401700001 | Ladda upp en bild av detta fornminne      |
| Rogsta 174:1                            | Röse                        |              | Rogsta, Hälsingland |       | 61.849454, 17.308488 | 10243401740001 | Ladda upp en bild av detta fornminne      |
| Rogsta 176:2                            | Husgrund, historisk tid     |              | Rogsta, Hälsingland |       | 61.622153, 17.478758 | 10243401760002 | Ladda upp en bild av detta fornminne      |
| Rogsta 176:3                            | Husgrund, historisk tid     |              | Rogsta, Hälsingland |       | 61.622114, 17.478454 | 10243401760003 | Ladda upp en bild av detta fornminne      |
| Rogsta 176:4                            | Husgrund, historisk tid     |              | Rogsta, Hälsingland |       | 61.622107, 17.478280 | 10243401760004 | Ladda upp en bild av detta fornminne      |
| Rogsta 176:6                            | Husgrund, historisk tid     |              | Rogsta, Hälsingland |       | 61.622471, 17.477893 | 10243401760006 | Ladda upp en bild av detta fornminne      |
| Rogsta 176:7                            | Husgrund, historisk tid     |              | Rogsta, Hälsingland |       | 61.622452, 17.477662 | 10243401760007 | Ladda upp en bild av detta fornminne      |
| Rogsta 178:1                            | Gravfält                    |              | Rogsta, Hälsingland |       | 61.855701, 17.284631 | 10243401780001 | Ladda upp en bild av detta fornminne      |
| Rogsta 188:1                            | Stensättning                |              | Rogsta, Hälsingland |       | 61.844561, 17.243694 | 10243401880001 | Ladda upp en bild av detta fornminne      |
| Rogsta 192:1                            | Röse                        |              | Rogsta, Hälsingland |       | 61.771077, 17.380762 | 10243401920001 | Ladda upp en bild av detta fornminne      |
| Rogsta 192:2                            | Stensättning                |              | Rogsta, Hälsingland |       | 61.771291, 17.381201 | 10243401920002 | Ladda upp en bild av detta fornminne      |
| Rogsta 196:1                            | Stensättning                |              | Rogsta, Hälsingland |       | 61.862540, 17.216724 | 10243401960001 | Ladda upp en bild av detta fornminne      |
| Rogsta 201:1                            | Stensättning                |              | Rogsta, Hälsingland |       | 61.817195, 17.393380 | 10243402010001 | Ladda upp en bild av detta fornminne      |
| Rogsta 202:1                            | Stensättning                |              | Rogsta, Hälsingland |       | 61.812172, 17.391200 | 10243402020001 | Ladda upp en bild av detta fornminne      |
| Rogsta 202:2                            | Stensättning                |              | Rogsta, Hälsingland |       | 61.812161, 17.391363 | 10243402020002 | Ladda upp en bild av detta fornminne      |
| Rogsta 202:3                            | Stensättning                |              | Rogsta, Hälsingland |       | 61.812146, 17.391620 | 10243402020003 | Ladda upp en bild av detta fornminne      |
| Rogsta 203:1                            | Gravfält                    |              | Rogsta, Hälsingland |       | 61.813435, 17.389779 | 10243402030001 | Ladda upp en bild av detta fornminne      |
| Rogsta 207:1                            | Stensättning                |              | Rogsta, Hälsingland |       | 61.812888, 17.412692 | 10243402070001 | Ladda upp en bild av detta fornminne      |
| Rogsta 208:1                            | Stensättning                |              | Rogsta, Hälsingland |       | 61.809561, 17.403386 | 10243402080001 | Ladda upp en bild av detta fornminne      |
| Rogsta 213:1                            | Röse                        |              | Rogsta, Hälsingland |       | 61.809582, 17.396729 | 10243402130001 | Ladda upp en bild av detta fornminne      |
| Rogsta 217:1                            | Stensättning                |              | Rogsta, Hälsingland |       | 61.808351, 17.403025 | 10243402170001 | Ladda upp en bild av detta fornminne      |
| Inre hamnen (Rogsta 218:1)              | Fiskeläge                   |              | Rogsta, Hälsingland |       | 61.816289, 17.391867 | 10243402180001 | Ladda upp en bild av detta fornminne      |
| Rogsta 222:1                            | Hög                         |              | Rogsta, Hälsingland |       | 61.743009, 17.278408 | 10243402220001 | Ladda upp en bild av detta fornminne      |
| Rogsta 223:1                            | Stensättning                |              | Rogsta, Hälsingland |       | 61.737901, 17.287607 | 10243402230001 | Ladda upp en bild av detta fornminne      |
| Björnsundet (Rogsta 224:1)              | Fiskeläge                   |              | Rogsta, Hälsingland |       | 61.794181, 17.360910 | 10243402240001 | Ladda upp en bild av detta fornminne      |
| Björnsundet (Rogsta 225:1)              | Fiskeläge                   |              | Rogsta, Hälsingland |       | 61.796801, 17.361752 | 10243402250001 | Ladda upp en bild av detta fornminne      |
| Rogsta 228:1                            | Röse                        |              | Rogsta, Hälsingland |       | 61.811429, 17.351756 | 10243402280001 | Ladda upp en bild av detta fornminne      |
| Rogsta 231:1                            | Stensättning                |              | Rogsta, Hälsingland |       | 61.808255, 17.325660 | 10243402310001 | Ladda upp en bild av detta fornminne      |
| Rogsta 232:1                            | Fiskeläge                   |              | Rogsta, Hälsingland |       | 61.821560, 17.334350 | 10243402320001 | Ladda upp en bild av detta fornminne      |
| Rogsta 244:1                            | Stensättning                |              | Rogsta, Hälsingland |       | 61.808329, 17.286954 | 10243402440001 | Ladda upp en bild av detta fornminne      |
| Rogsta 244:2                            | Röse                        |              | Rogsta, Hälsingland |       | 61.808448, 17.287003 | 10243402440002 | Ladda upp en bild av detta fornminne      |
| Rogsta 247:1                            | Fiskeläge                   |              | Rogsta, Hälsingland |       | 61.783704, 17.351235 | 10243402470001 | Ladda upp en bild av detta fornminne      |
| Mörtnors gamla fiskeläge (Rogsta 249:1) | Fiskeläge                   |              | Rogsta, Hälsingland |       | 61.817892, 17.331901 | 10243402490001 | Ladda upp en bild av detta fornminne      |
| Simpvikens g:a fiskeläge (Rogsta 250:1) | Fiskeläge                   |              | Rogsta, Hälsingland |       | 61.843806, 17.312181 | 10243402500001 | Ladda upp en bild av detta fornminne      |
| Rogsta 268:1                            | Stensättning                |              | Rogsta, Hälsingland |       | 61.729294, 17.390491 | 10243402680001 | Ladda upp en bild av detta fornminne      |
| Rogsta 285:1                            | Röse                        |              | Rogsta, Hälsingland |       | 61.775143, 17.226987 | 10243402850001 | Ladda upp en bild av detta fornminne      |
| Rogsta 285:2                            | Stensättning                |              | Rogsta, Hälsingland |       | 61.775035, 17.227145 | 10243402850002 | Ladda upp en bild av detta fornminne      |
| Rogsta 286:1                            | Röse                        |              | Rogsta, Hälsingland |       | 61.777355, 17.238295 | 10243402860001 | Ladda upp en bild av detta fornminne      |
| Rogsta 289:1                            | Röse                        |              | Rogsta, Hälsingland |       | 61.765368, 17.226993 | 10243402890001 | Ladda upp en bild av detta fornminne      |
| Rogsta 290:1                            | Stensättning                |              | Rogsta, Hälsingland |       | 61.764719, 17.222648 | 10243402900001 | Ladda upp en bild av detta fornminne      |
| Rogsta 299:1                            | Stensättning                |              | Rogsta, Hälsingland |       | 61.776689, 17.239394 | 10243402990001 | Ladda upp en bild av detta fornminne      |
| Rogsta 318:1                            | Stensättning                |              | Rogsta, Hälsingland |       | 61.768917, 17.186202 | 10243403180001 | Ladda upp en bild av detta fornminne      |
| Rogsta 319:1                            | Röse                        |              | Rogsta, Hälsingland |       | 61.736514, 17.297789 | 10243403190001 | Ladda upp en bild av detta fornminne      |
| Rogsta 320:1                            | Begravningsplats            |              | Rogsta, Hälsingland |       | 61.765705, 17.191216 | 10243403200001 | Ladda upp en bild av detta fornminne      |
| Rogsta 326:1                            | Hög                         |              | Rogsta, Hälsingland |       | 61.733234, 17.296799 | 10243403260001 | Ladda upp en bild av detta fornminne      |
| Rogsta 327:1                            | Hög                         |              | Rogsta, Hälsingland |       | 61.733825, 17.295400 | 10243403270001 | Ladda upp en bild av detta fornminne      |
| Rogsta 330:1                            | Röse                        |              | Rogsta, Hälsingland |       | 61.754351, 17.224043 | 10243403300001 | Ladda upp en bild av detta fornminne      |
| Rogsta 332:1                            | Hög                         |              | Rogsta, Hälsingland |       | 61.753228, 17.199953 | 10243403320001 | Ladda upp en bild av detta fornminne      |
| Rogsta 332:2                            | Hög                         |              | Rogsta, Hälsingland |       | 61.753135, 17.199949 | 10243403320002 | Ladda upp en bild av detta fornminne      |
| Rogsta 334:1                            | Stensättning                |              | Rogsta, Hälsingland |       | 61.710597, 17.322553 | 10243403340001 | Ladda upp en bild av detta fornminne      |
| Rogsta 482                              | Stensättning                |              | Rogsta, Hälsingland |       | 61.753374, 17.276865 | 12000000064896 | Ladda upp en bild av detta fornminne      |